# Батальон охраны пограничья
Батальон охраны пограничья (пол. batalion ochrony pogranicza), формально отдельный батальон охраны пограничья (пол. Samodzielney batalion ochrony pogranicza) — структурная единица Войск охраны пограничья в Польской Народной Республике.

## Формирование отдельных батальонов
В соответствии с приказом министра национальной обороны № 055/Org. от 20 марта 1948 года в рамках процедуры модернизации организационной структуры Войск охраны пограничья была изменена номенклатура частей и подразделений Войск охраны пограничья, которым предстояло адаптироваться к новым условиям службы. Согласно этому приказу, на базе участков ВОП образовывались отдельные батальоны ВОП. Они подчинялись вновь созданным бригадам охраны пограничья.
Батальоны охраны пограничья существовали в 1948—1950 годах, прежде чем были преобразованы в батальоны Войск охраны пограничья (пол. Bataliony WOP).

## Организационная структура батальона
По данным на 31 декабря 1948 года, в состав каждого батальона охраны пограничья входили:
- командование батальона
- штаб
- отдел политической подготовки
- отделение охраны штаба
- штаб батальона
- VII отдел
- квартирмейстерская служба
- транспортный взвод
- взвод связи
- санитарный диспансер
- ветеринарный диспансер
- пограничные заставы (число варьируется)

## Батальоны в 1948 году
| - 2-й батальон охраны пограничья - 3-й батальон охраны пограничья - 5-й батальон охраны пограничья - 8-й батальон охраны пограничья - 9-й батальон охраны пограничья - 10-й батальон охраны пограничья - 11-й батальон охраны пограничья - 12-й батальон охраны пограничья - 13-й батальон охраны пограничья - 14-й батальон охраны пограничья - 15-й батальон охраны пограничья - 16-й батальон охраны пограничья - 17-й батальон охраны пограничья - 18-й батальон охраны пограничья - 19-й батальон охраны пограничья - 20-й батальон охраны пограничья - 21-й батальон охраны пограничья | - 22-й батальон охраны пограничья - 23-й батальон охраны пограничья - 24-й батальон охраны пограничья - 25-й батальон охраны пограничья - 27-й батальон охраны пограничья - 29-й батальон охраны пограничья - 30-й батальон охраны пограничья - 31-й батальон охраны пограничья - 32-й батальон охраны пограничья - 33-й батальон охраны пограничья - 34-й батальон охраны пограничья - 35-й батальон охраны пограничья - 36-й батальон охраны пограничья - 38-й батальон охраны пограничья - 40-й батальон охраны пограничья - 42-й батальон охраны пограничья - 44-й батальон охраны пограничья | - 46-й батальон охраны пограничья - 49-й батальон охраны пограничья - 53-й батальон охраны пограничья - 55-й батальон охраны пограничья - 57-й батальон охраны пограничья - 61-й батальон охраны пограничья - 63-й батальон охраны пограничья - 67-й батальон охраны пограничья - 69-й батальон охраны пограничья - 71-й батальон охраны пограничья - 73-й батальон охраны пограничья - 75-й батальон охраны пограничья - 77-й батальон охраны пограничья - 79-й батальон охраны пограничья - 81-й батальон охраны пограничья |

В 1948—1950 годах существовал 41-й отдельный батальон Войск охраны пограничья, подчинявшийся непосредственно Главному инспекторату охраны пограничья (с 1 января 1950 года — Командованию Войск охраны пограничья).